# Габријела Солис
Габријела Солис (девојачко: Маркез, раније: Ланг) је измишљени лик из Еј-Би-Си-јеве телевизијске серије Очајне домаћице. Једна је од најгламурознијих ликова серије. Улогу Габријеле тумачи америчка глумица Ева Лонгорија Паркер.
| „ | Карлосе, сећаш ли се како моји прсти изгледају? | ” |

Габријела Солис је у серији присутан од Пилот епизоде и представља један од сталних главних ликова Очајних домаћица.

## Преглед

### Детињство
Габријела је рођена у Гвадалахари, у сиромашној породици. Још као мала остаје без оца који умире од канцерогеног обољења. Када је имала 15 година била је сексуално злостављена од стране свога очуха. Због тога била је приморена да напусти кућу и да почне да се бави манекенством. За пет година успела је да постане професионални модел и манекенка, и до своје двадесете године имала је чак тридесет насловних страница престижних часописа. 